# 旗杆笋螺
旗杆笋螺（学名：Terebra pretiosa），是新腹足目笋螺科笋螺属的一种。主要分布于中国大陆、台湾，常栖息在浅海砂底、潮下带。